# Жарково (Минская область)
Жарково (бел. Жаркава) — деревня в Пуховичском районе Минской области. Входит в состав Туринского сельсовета.

## Географическое положение
Находится примерно в 10 километрах северо-восточнее райцентра и в 14 километрах от железнодорожной станции Пуховичи на линии Минск—Осиповичи, в 56 км от Минска.

## История
Населённый пункт был основан в 1920-е годы как посёлок на территории Туринского сельсовета Пуховичского района (с 20 февраля 1938 — Минской области). Согласно переписи населения СССР 1926 года здесь насчитывалось 12 дворов, проживали 62 человека. В период Великой Отечественной войны оккупирован немецко-фашистскими захватчиками в конце июня 1941 года. Освобождён в начале июля 1944 года. По состоянию на 2002 год деревня в составе Туринского сельсовета, здесь было 8 круглогодично обитаемых дворов, 11 постоянных жителей. На 2012 год 4 круглогодично жилых дома и 6 постоянных жителей

## Население
- 1926 — 12 дворов, 62 жителя
- 2002 — 8 дворов, 11 жителей
- 2012 — 4 двора, 6 жителей